# ジャン・アシャール (画家)
ジャン・アシャール（Jean Alexis Achard 、フランス語発音: [ʒɑ̃ a.lek.si a.ʃaːʁ]、1807年4月17日 - 1884年10月2日）はフランスの風景画家である。故郷のイゼール県を含む、フランス南東部のドーフィネ地方を描いた風景画などで知られる。

## 略歴
イゼール県のヴォルップ(Voreppe)の農家に生まれた。法律家の事務所の職員として働き始め、グルノーブル美術館で作品の模写をして美術の修行を始めた。グルノーブルの市立の美術教室に入会し、リヨン派の画家たちから指導を受けた。当時、グルノーブルで活動していた風景画家、イジドール・ダニャン(Isidore Dagnan: 1788-1873)に1824年から1830年の間、学んだ。1834年にパリに出て、ルーブル博物館の作品を模写して修行を続けた。
1835年にサン＝シモン主義の協会が組織したエジプト調査に参加し、1835年から1837年の間、彫刻家のヴィクトル・サペー(Victor Sappey: 1801-1856)とエジプトに滞在し、風景や風俗を描いた作品を持ち帰り、1838年のサロン・ド・パリにカイロの風景を描いた作品を出展した。その後もサロンに参加を続け、1843年にはグルノーブルの谷の風景を描いた作品を出展した。
1846年にはバルビゾン派の画家たちと活動をして、ジャン＝バティスト・カミーユ・コローやテオドール・ルソー、シャルル＝フランソワ・ドービニー、ナルシス・ディアズ・ド・ラ・ペーニャ、フランソワ＝ルイ・フランセといった画家たちと友人になり、彼らの作品から影響を受けた。
1858年から1859年の間はウジェーヌ・ブーダンとクロード・モネとブルターニュのオンフルールのサン＝シモン主義者の農園に滞在したこともあった。
版画作品も制作した。
画家として大きな成功をえられないまま1870年にグルノーブルに戻り、病気になり、グルノーブルで貧困の中で没した。
作品はグルノーブル美術館やシャンベリ美術館などに収蔵されている。

## 作品

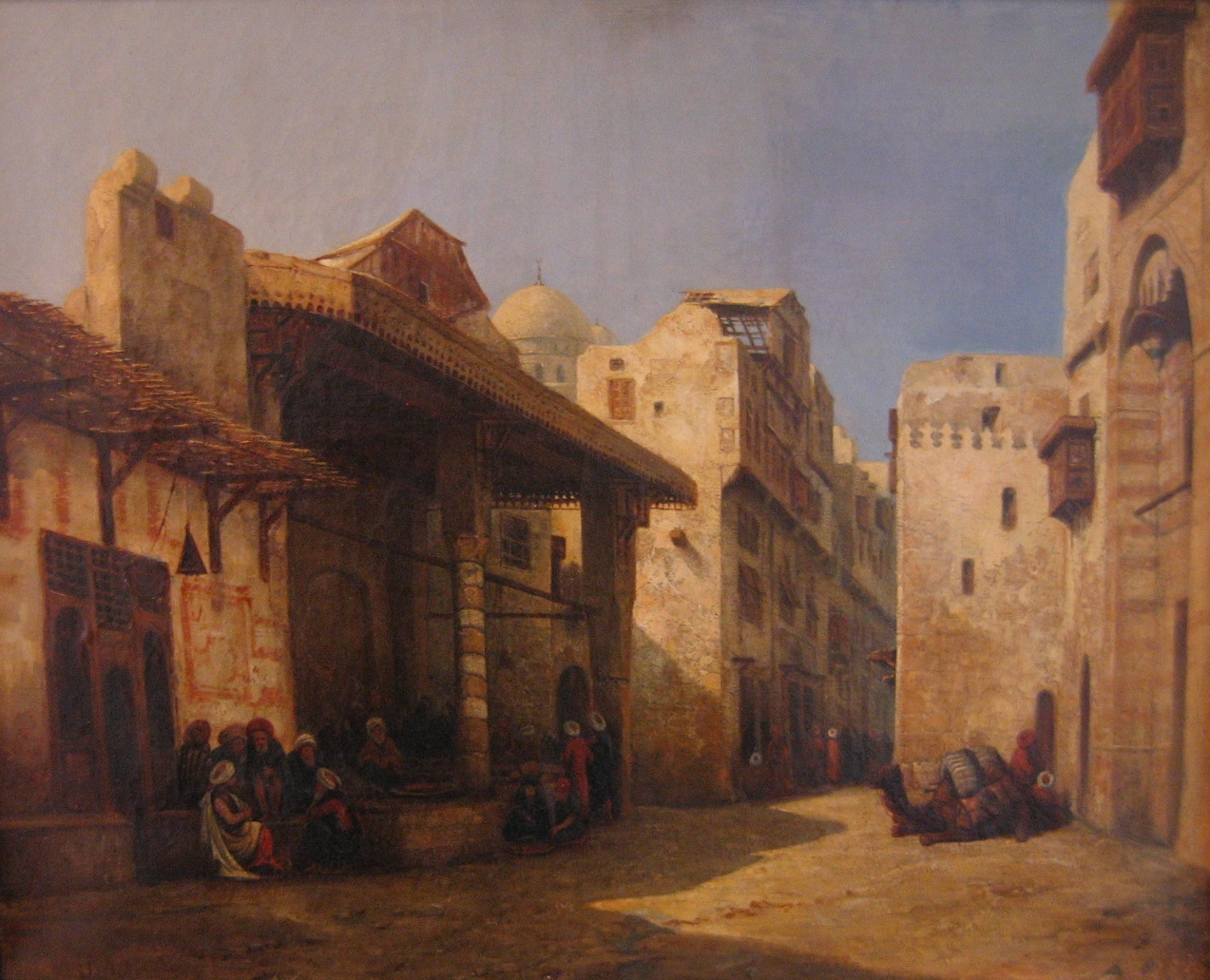
カイロの市街 (1835)
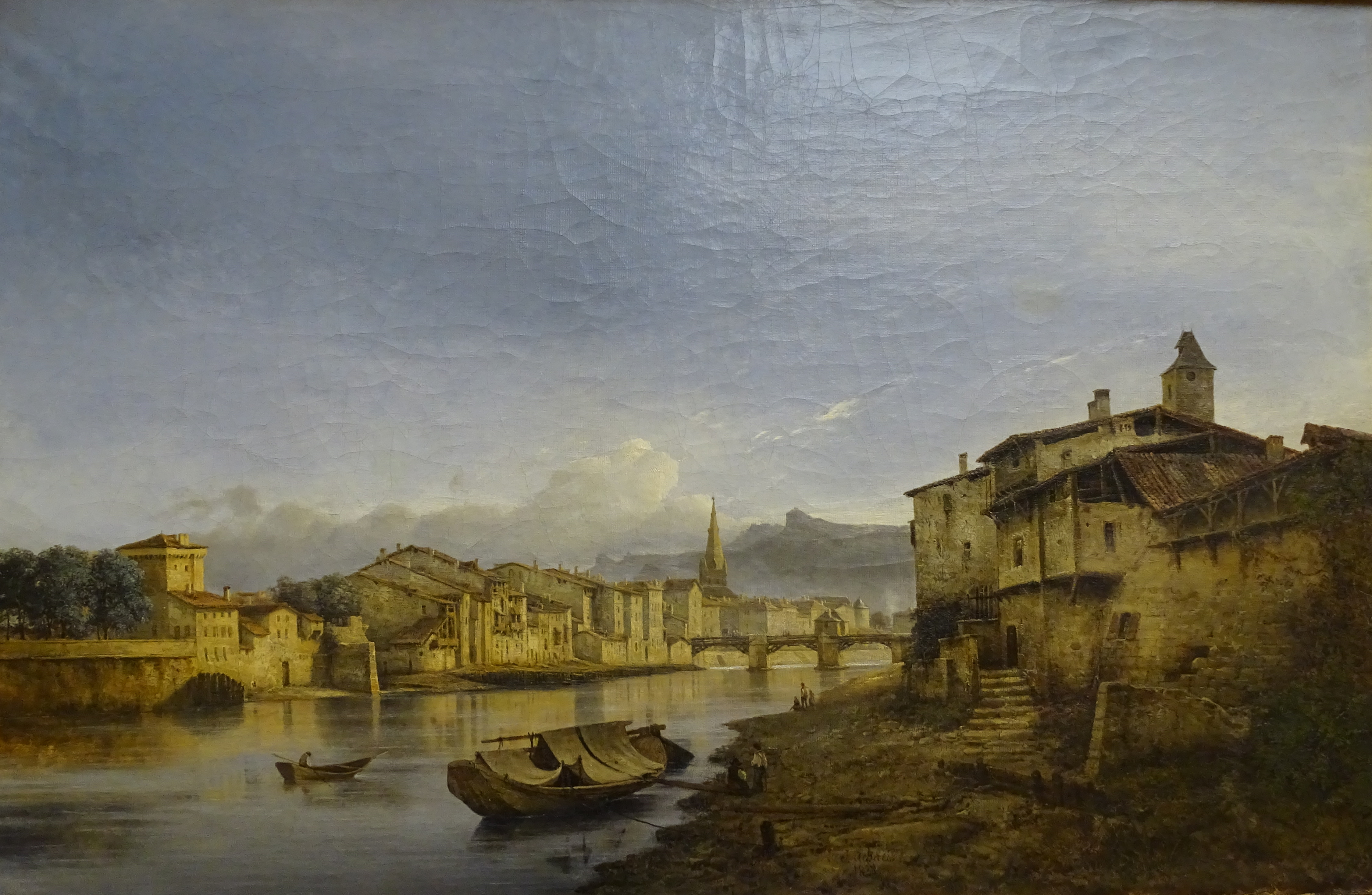
グルノーブルの眺め (1837)
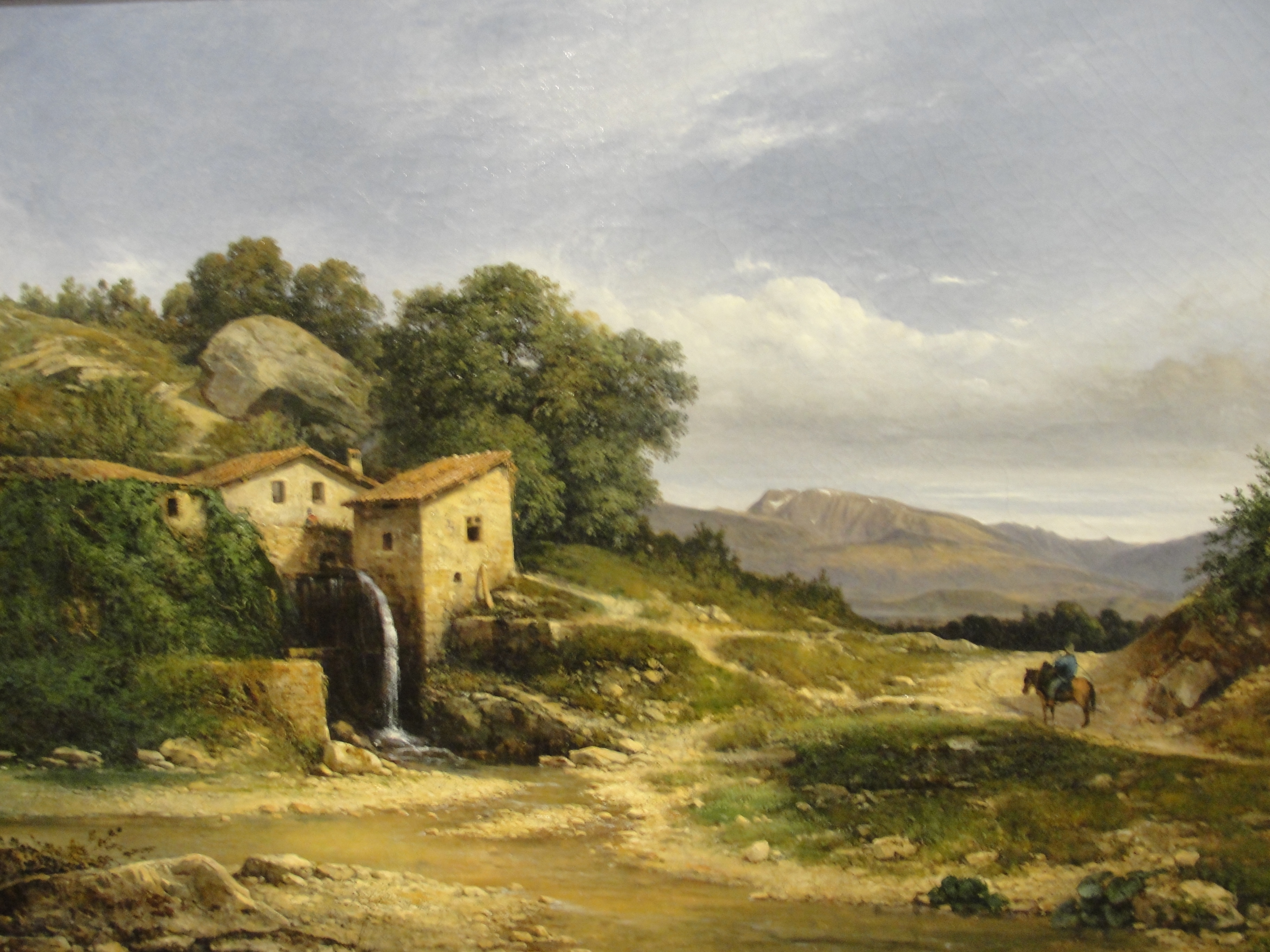
Côtes-de-Sassenageの風景
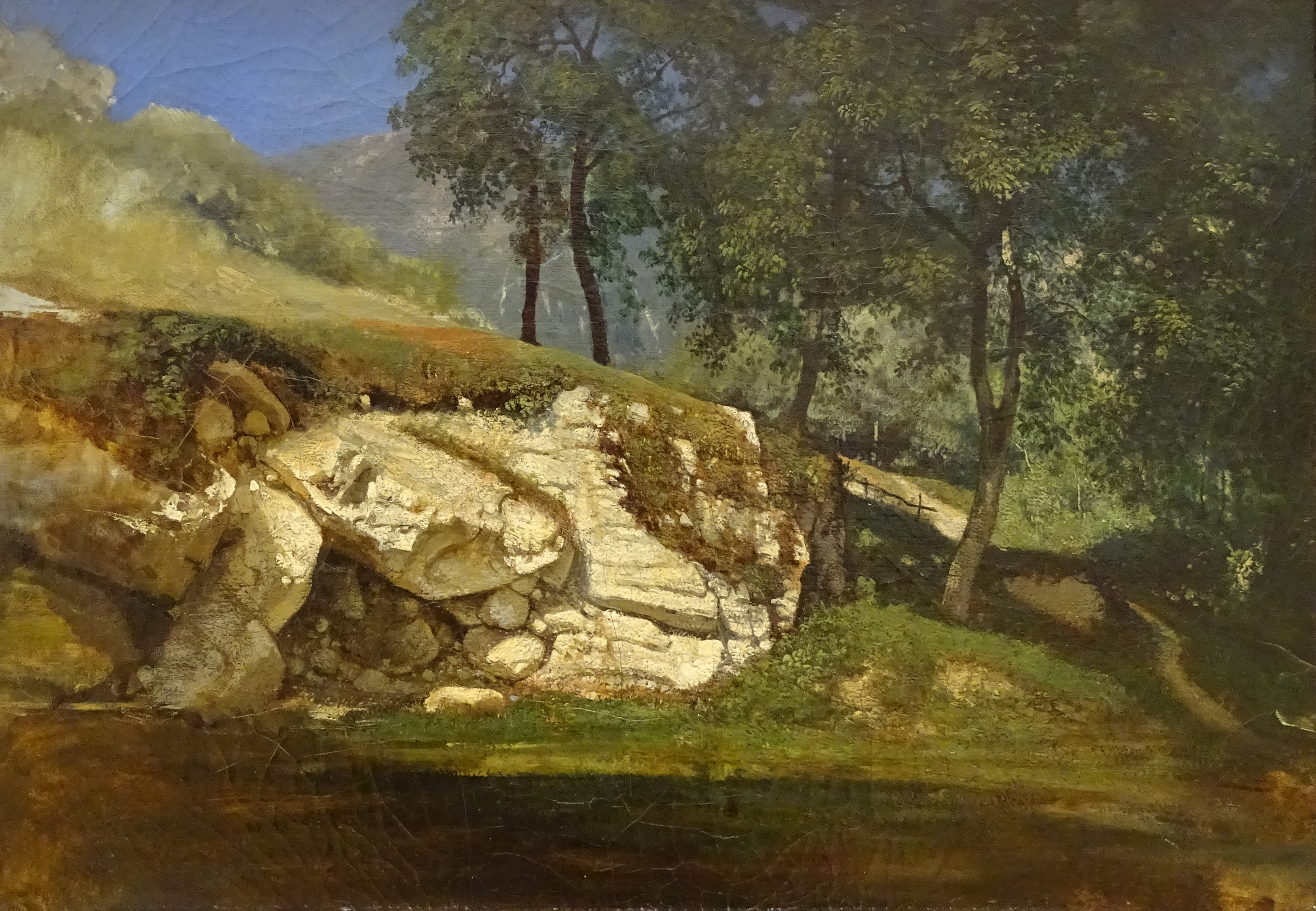
Barre de Rochers (c.1840)
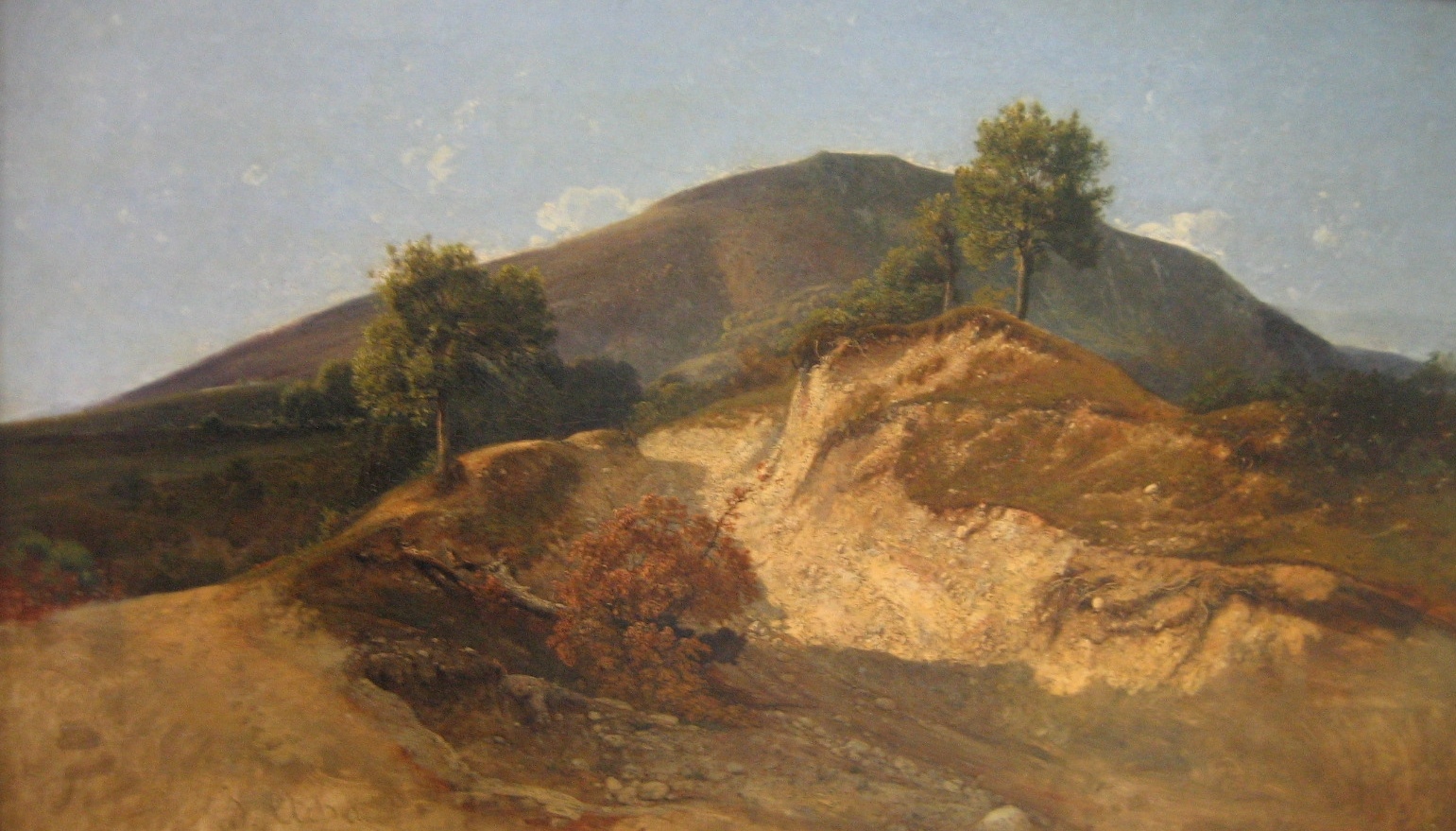
ドーフィネの風景 (1844)
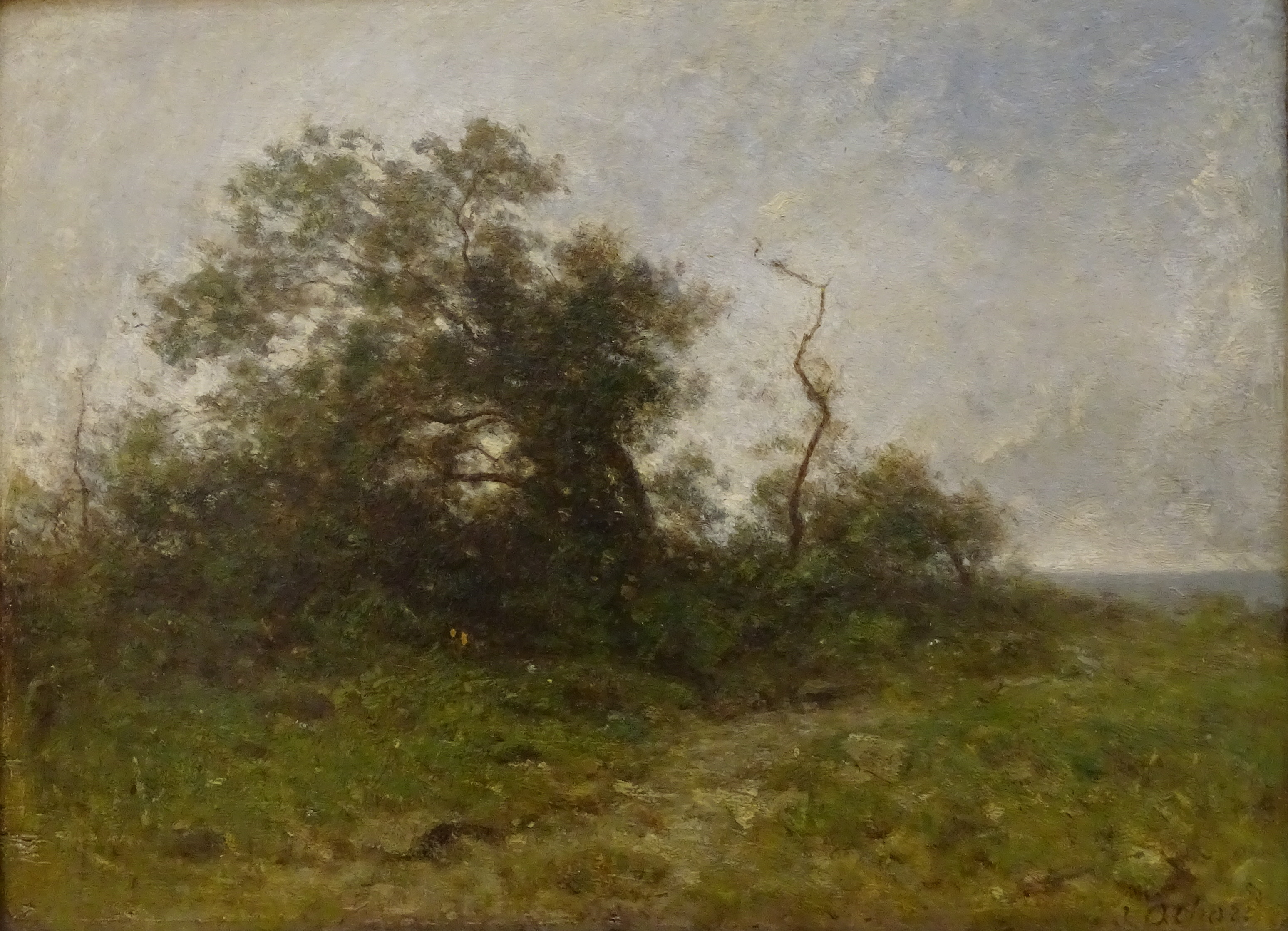
オンフルールの海辺の木立(1858/1859)